# Pterynotus
Pterynotus é um gênero de moluscos gastrópodes marinhos, carnívoros, pertencentes à família Muricidae e distribuídos pela região do Indo-Pacífico. Foi descrito por William John Swainson em 1833. Suas espécies também fizeram parte do gênero Murex, no passado, e ainda recebem o termo Murex como sua denominação vernácula. Sua espécie-tipo é Pterynotus alatus (Röding, 1798).
Espécies do gênero Pterynotus são caracterizadas por apresentar conchas de coloração branca a cor-de-rosa, ou amarelo, pálido; com estrias espirais e expansões em forma de finas abas (o substantivo pteryx, em grego, significa asa). Por tais características, algumas espécies dos gêneros Pterochelus, Tripterotyphis, Purpurellus, Timbellus, Ponderia, Favartia, Ceratostoma e Chicoreus, como Chicoreus miyokoae, Chicoreus loebbeckei e Chicoreus orchidiflorus, já estiveram incluídas neste gênero.

## Espécies
- Pterynotus alatus (Röding, 1798)
- Pterynotus albobrunneus Bertsch & D'Attilio, 1980
- Pterynotus aparrii D'Attilio & Bertsch, 1980[8][9]
- Pterynotus barclayanus (H. Adams, 1873)
- Pterynotus bibbeyi (Radwin & D'Attilio, 1976)
- Pterynotus bipinnatus (Reeve, 1845)
- Pterynotus bouteti Houart, 1990
- Pterynotus elaticus (Houart, 2000)
- Pterynotus elongatus (Lightfoot, 1786)
- Pterynotus laurae Houart, 1997
- Pterynotus martinetanus (Röding, 1798)[10]
- Pterynotus patagiatus (Hedley, 1912)
- Pterynotus pellucidus (Reeve, 1845)
- Pterynotus tripterus (Born, 1778)[3]

## Galeria de espécies e gêneros que já pertenceram ao gêneroPterynotus

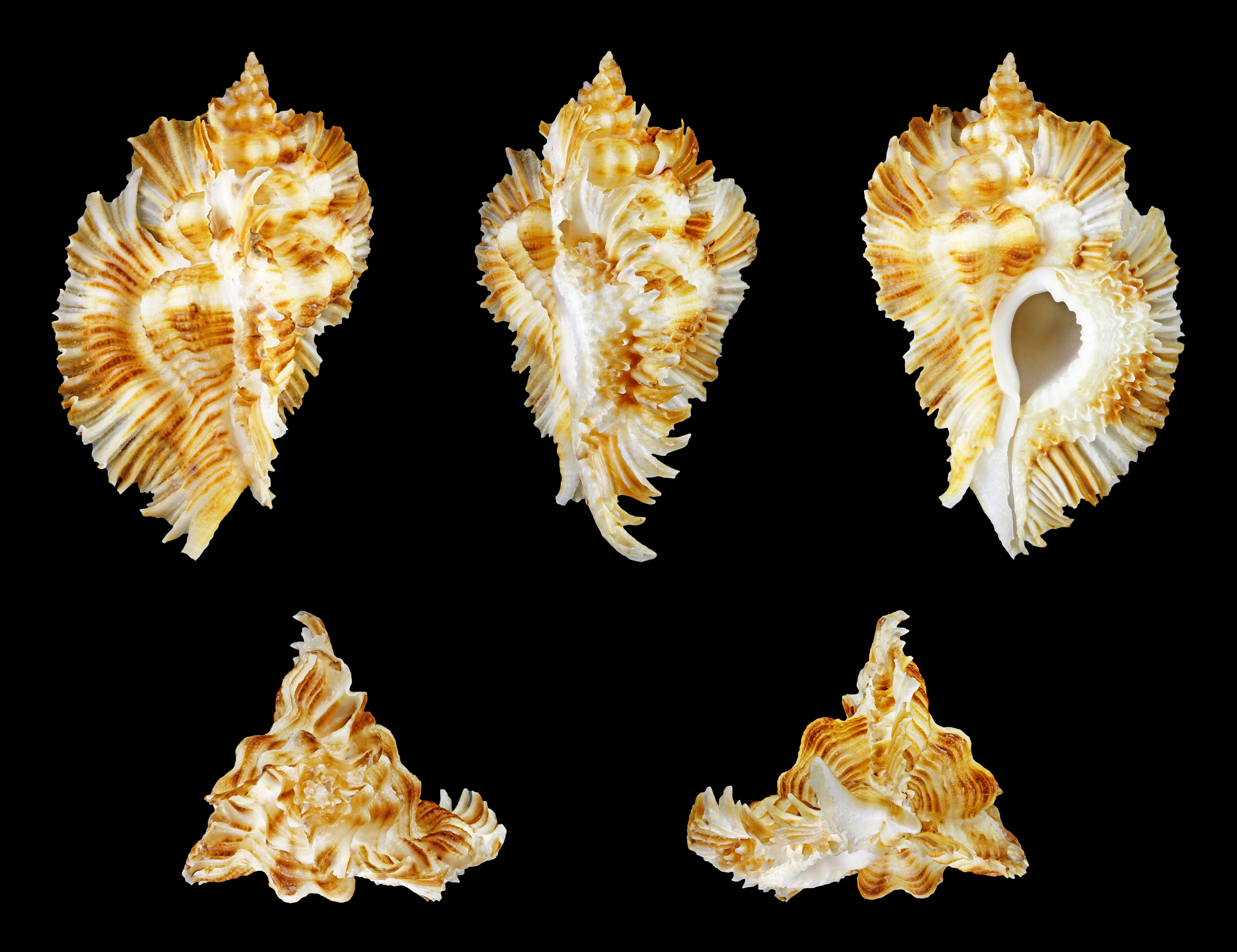
Cinco vistas de Chicoreus miyokoae, espécie que já pertenceu ao gênero Pterynotus,[3] encontrada nas Filipinas.
Ilustração de Pterochelus acanthopterus, espécie que já pertenceu ao gênero Pterynotus,[3] encontrada no oeste da Austrália.[2]
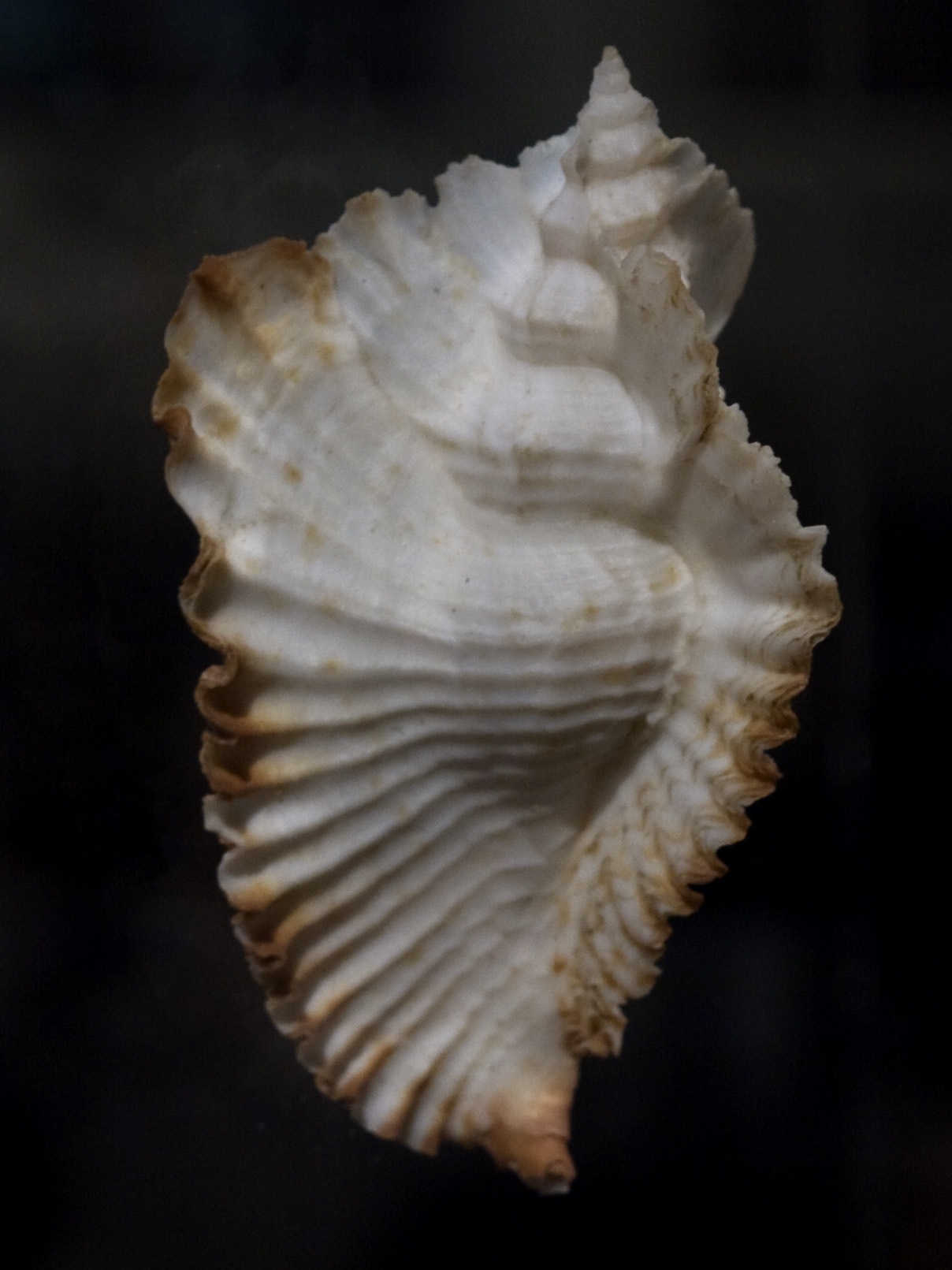
Vista superior de Timbellus bednalli, espécie que já pertenceu ao gênero Pterynotus,[3] encontrada no norte da Austrália.
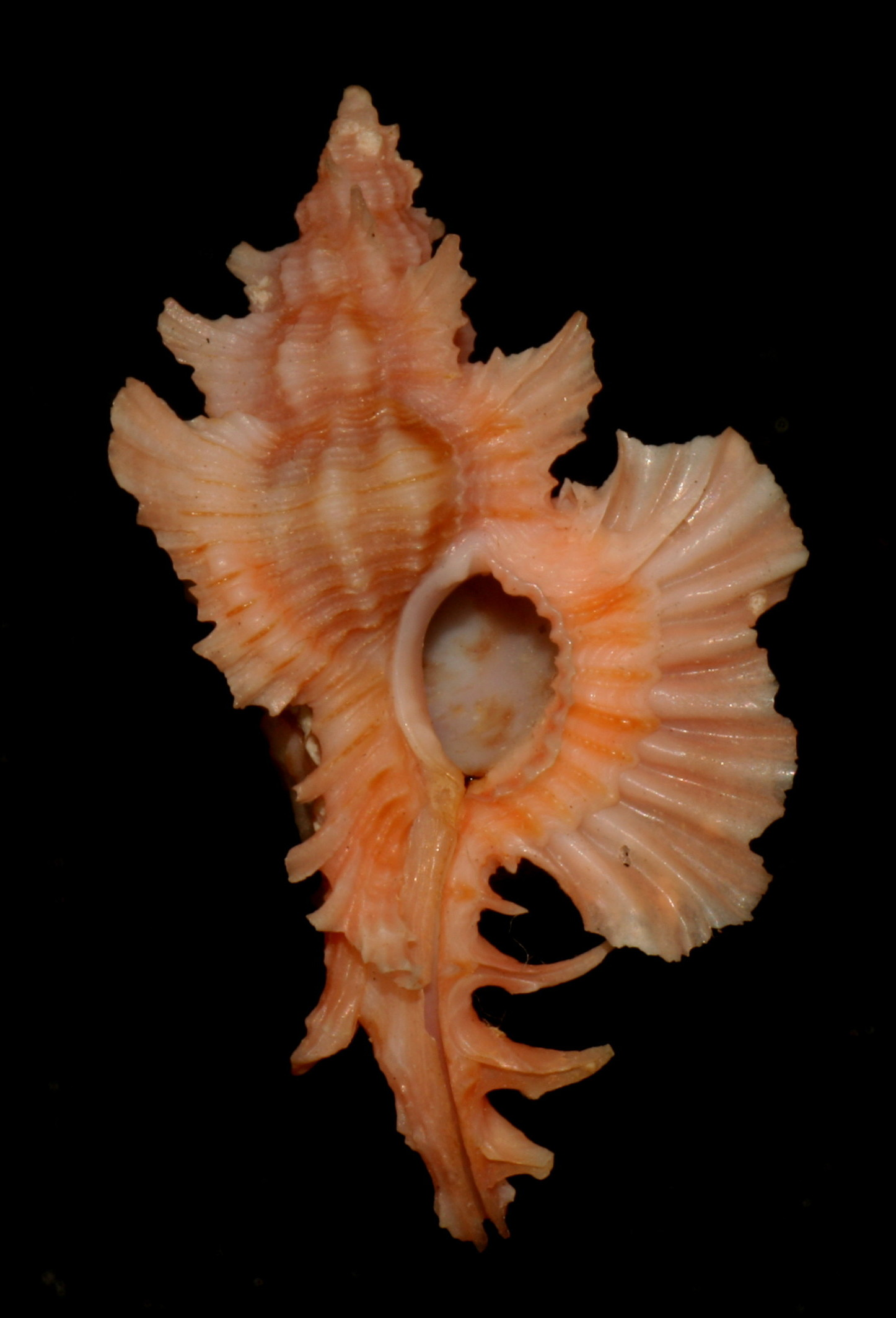
Chicoreus orchidiflorus, espécie que já pertenceu ao gênero Pterynotus, encontrada nos mares de Taiwan.